# Elizabeth Markevitch
 (mai 2010).
Elizabeth Markevitch est une commissaire d'exposition française, fille du violoncelliste Dimitry Markevitch (en) et nièce du compositeur et chef d'orchestre Igor Markevitch. Elle a fondé et dirige ikono.tv. Aujourd'hui, elle vit et travaille à Berlin.

## Biographie
Avec 20 ans d'expérience, elle a eu de nombreux rôles dans le monde de l’art : en tant que conseillère pour des collectionneurs privés ; directrice du fonds d'art Artemis, fondatrice et chef du département Conseils en Art chez J. Henry Schröder Banque et gestionnaire principale du département des peintures chez Sotheby's à Genève. Elle collabore également régulièrement et prend parfois le rôle de commissaire, lors d'expositions et d'événements artistiques spéciaux. 
En 1999, elle rêvait de  sortir l'art de l'atmosphère raréfiée des galeries et le rendre accessible à un public encore plus large, sans pour autant compromettre la qualité artistique et l'intégrité. Elle a été l'un des cofondateurs d’Eyestorm, une galerie en ligne qui a pour la première fois permis de rendre accessible l'art contemporain à tout un nouveau public.
Depuis, elle a mis l'accent sur la création de nouvelles voies afin de montrer l'art différemment. Le projet 46664 : 1 minute d'art pour le SIDA a donné vie au tout premier exemple de ce concept par la participation d'artistes de renommée mondiale dans un film d'une durée d'une minute, représentant leur vision du VIH/SIDA.
En 2006, elle fonde ikono.tv, une chaîne de télévision Haute Définition uniquement destinée à la diffusion des arts visuels. Les œuvres, telles que des vidéos d’artistes ou des productions propres, sont diffusées sans commentaires ou son ajouté. Avec son concept unique, ikono.tv dompte le média qu'est la télévision afin d'en faire une plate-forme alternative pour diffuser l'art. Après une année de diffusion sur le satellite européen Astra, Ikono.tv diffuse depuis novembre 2010 via Arabsat, Etisalat et Du. 
Elle a également donné l'idée de la bande dessinée Adam au Chromaland (Les Humanoïdes Associés) en 2007, dont l'univers est inspiré du monde de l'art.
En 2009, elle devient présidente d'honneur du collectif artistique Meld. Ce collectif s'est donné pour but de sensibiliser le public aux dangers encourus par la planète par le moyen de l'art. Ce collectif fait appel à des artistes et à des scientifiques afin de produire des événements de sensibilisation (film, événements à partir d'une structure mobile, etc.).